# タスマニア交響楽団
タスマニア交響楽団（タスマニアこうきょうがくだん、英語: Tasmanian Symphony Orchestra、略称：TSO）は、オーストラリアのタスマニア州 ホバートを本拠地に置くオーケストラ。

## 概要
1948年に、タスマニア州政府及びホバートとローンセストン両市の主導、オーストラリア放送委員会の協力により創設された。50名足らすの編成だが、現地では「グレイト・スモール・オーケストラ」の愛称で親しまれている。
1956年に、楽団が出演する定時ラジオ番組が創出され、オセアニア地域にその存在が知られるようになった。

オーストラリア本土での演奏の他、1979年のギリシャとイスラエルへのツアーの成功を皮切りに、それ以後、韓国、インドネシア、中国、アルゼンチン、カナダ、米国などへツアーを行っている。2005年には来日し、アジア・オーケストラ・ウィークに参加した。

シャンドス、ハイペリオン
、ABCクラシックに、数多くの録音を残している。
2001年からフェデレーション・コンサートホールを本拠地としている。

## 歴代首席指揮者
- ケネス・マリソン・ボーン（1948年–1962年）
- トーマス・マシューズ（1962年–1968年）
- トーマス・マイヤー（1970年–1974年）
- ヴァンコ・カヴダルスキ（1974年–1980年）
- バリー・タックウェル（1980年–1983年)
- ジェフリー・ランカスター (在任期間不明)
- ニコラス・ブレイスウェイト (在任期間不明)
- ドブス・フランクス（1989年–1991年）
- デビッド・ポーセリン (在任期間不明)
- オーラ・ルードナー (2001年–2003年)
- セバスチャン・ラング＝レッシング（2004年–2011年）
- マルコ・レトーニャ（2012年–2020年）
- エイビンド・アードランド（英語版） (2020年– )